# Tête de Grouvelin
La tête de Grouvelin est un sommet du massif des Vosges culminant à 1 137 mètres d'altitude.

## Géographie
Cette montagne est située sur les communes de Gérardmer et La Bresse dans le département des Vosges. Elle constitue le point culminant de la ville de Gérardmer et de sa station de ski, La Mauselaine.
Occupé par une petite chaume, le sommet offre un panorama sur les hautes Vosges avec une table d'orientation.